# Recreational Software Advisory Council
El Recreational Software Advisory Council (RSAC) va ser una organització sense ànim de lucre, independent i fundada als EUA el 1994 per Software Publishers Association, a més a més de sis altres companyies líders per respondre contra  les controvèrsies als videojocs i per la regulació del govern. El punt bàsic d'aquesta organització és classificar el contingut del videojocs, similarment com la Videogame Rating Council (VRC) i després la Entertainment Software Rating Board (ESRB).